# بالاسيو بارولو
{{بطاقة مبنى
|name=بالاسيو بارولو
قصر بارولو
|image=Palacio Barolo.JPG
|caption=

|building_type=مبنى رسمي
|architectural_style=Art Nouveau, Art Deco, Eclecticism, Gothic
|structural_system=
|location= بوينس آيرس، الأرجنتين
|address= أفيندا دي مايو 1370
|start_date =1919
|completion_date=1923
|height  = 100 metres
|diameter  =
|floor_count = 22
|opened = 
|main_contractors=Wayss & Freytag
|architect=ماريو بالانتي
|structural_engineer=
|embedded = 
الاعتماد:1989
| url = الموقع الرسمي

بالاسيو بارولو هو مبنى تاريخي مخصص للمكاتب، ويقع في 1370 أفينيدا دي مايو، في حي مونسيرات، بوينس آيرس، الأرجنتين. عندما بني هذا المبنى كان أطول مبنى في المدينة وأمريكا الجنوبية. المبنى التوأم لهذا المبنى، بالاسيو سالفو، هو مبنى صمم وأقيم على غرار انتقائي، ولكن بارتفاع أكبر، وتم بناءه من قبل نفس المهندس المعماري في مونتيفيديو.

تم الإعلان عن هذا المبنى كنصب تاريخي وطني في عام 1997. ويضم المبنى حاليا العديد من وكالات السفر ومدرسة إسبانية للأجانب ومتجر لبيع ملابس التانغو ومكاتب واستوديوهات للمهندسين المعماريين والمحاسبين والمحامين وغيرهم.

## معرض الصور

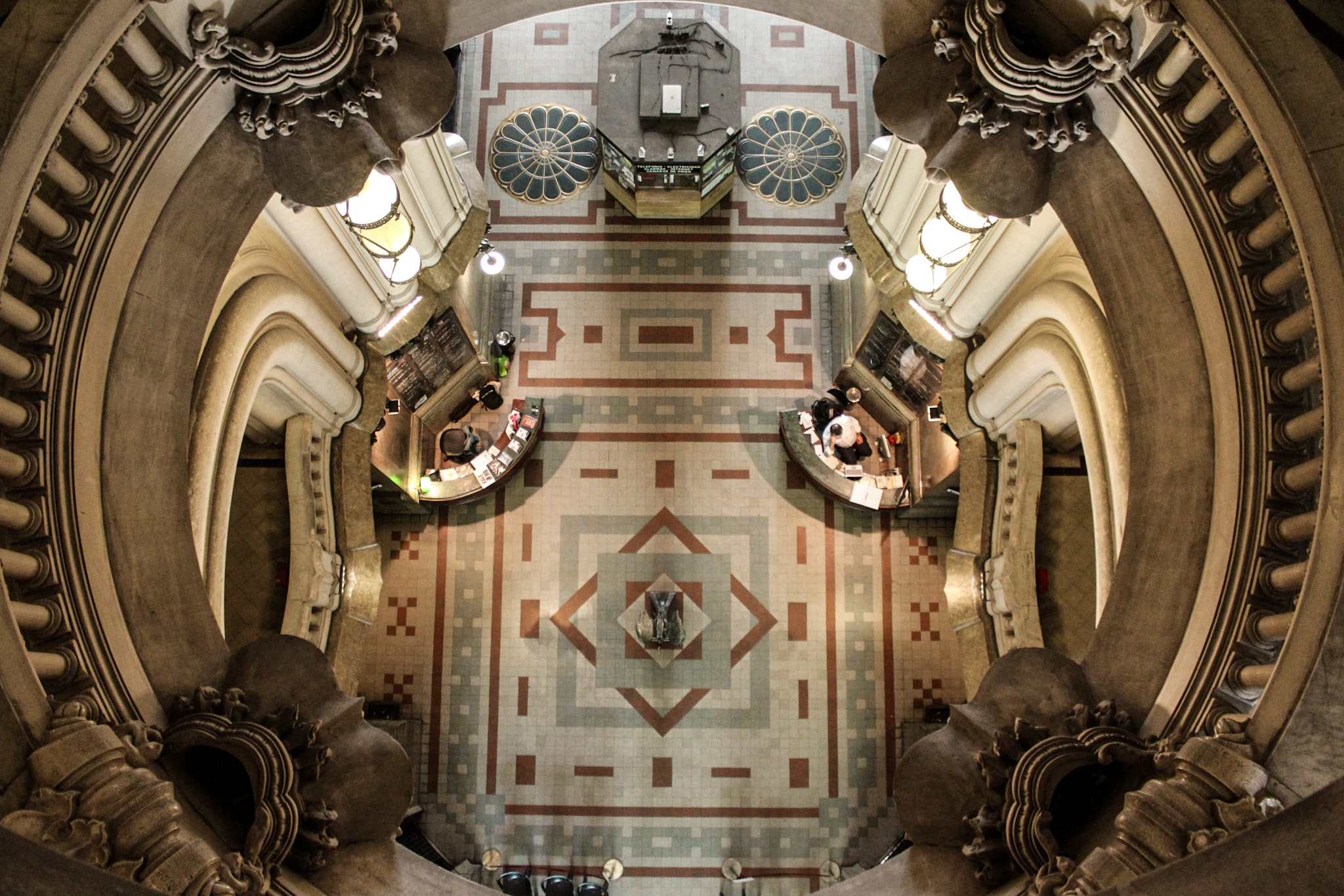
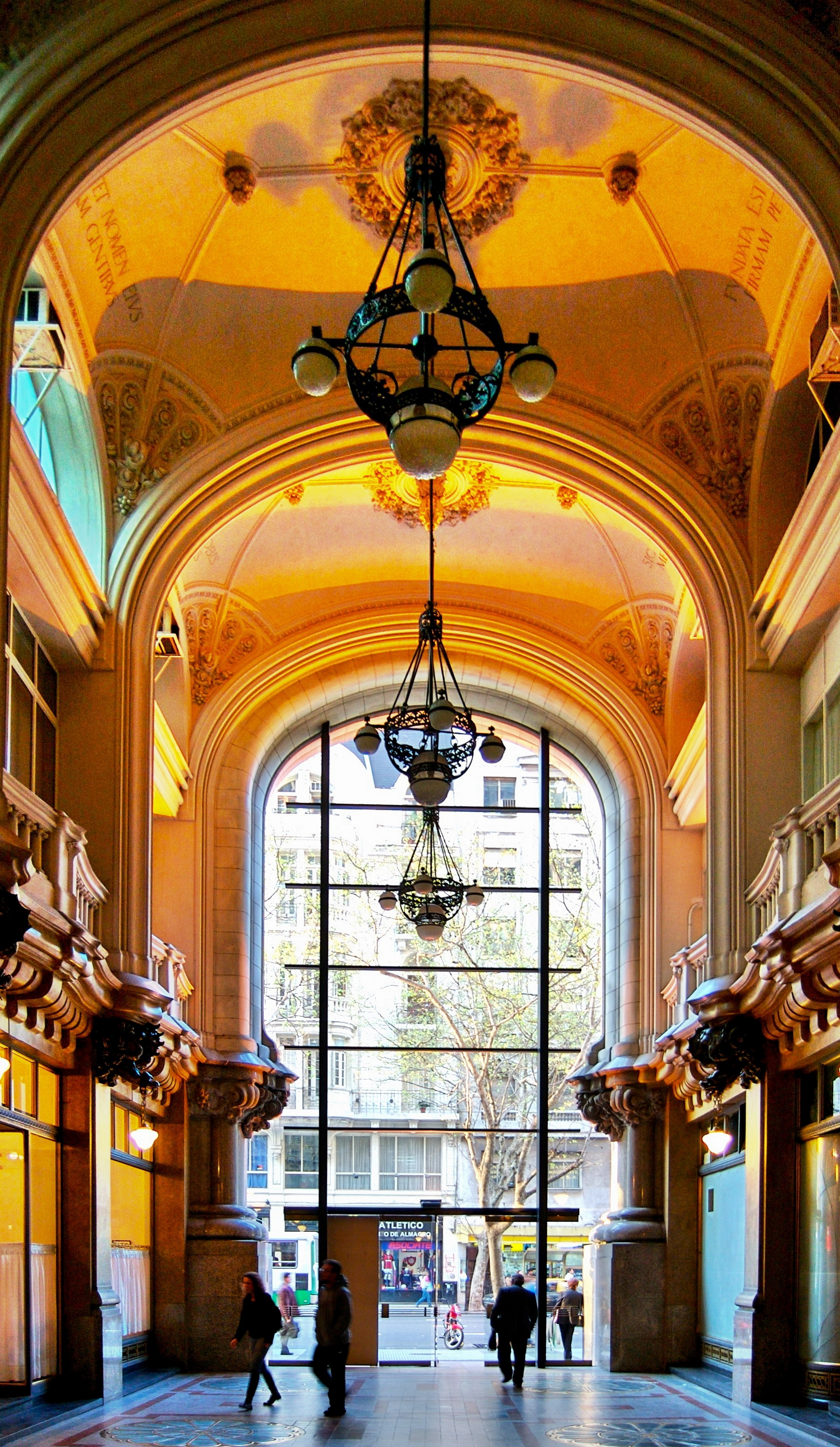
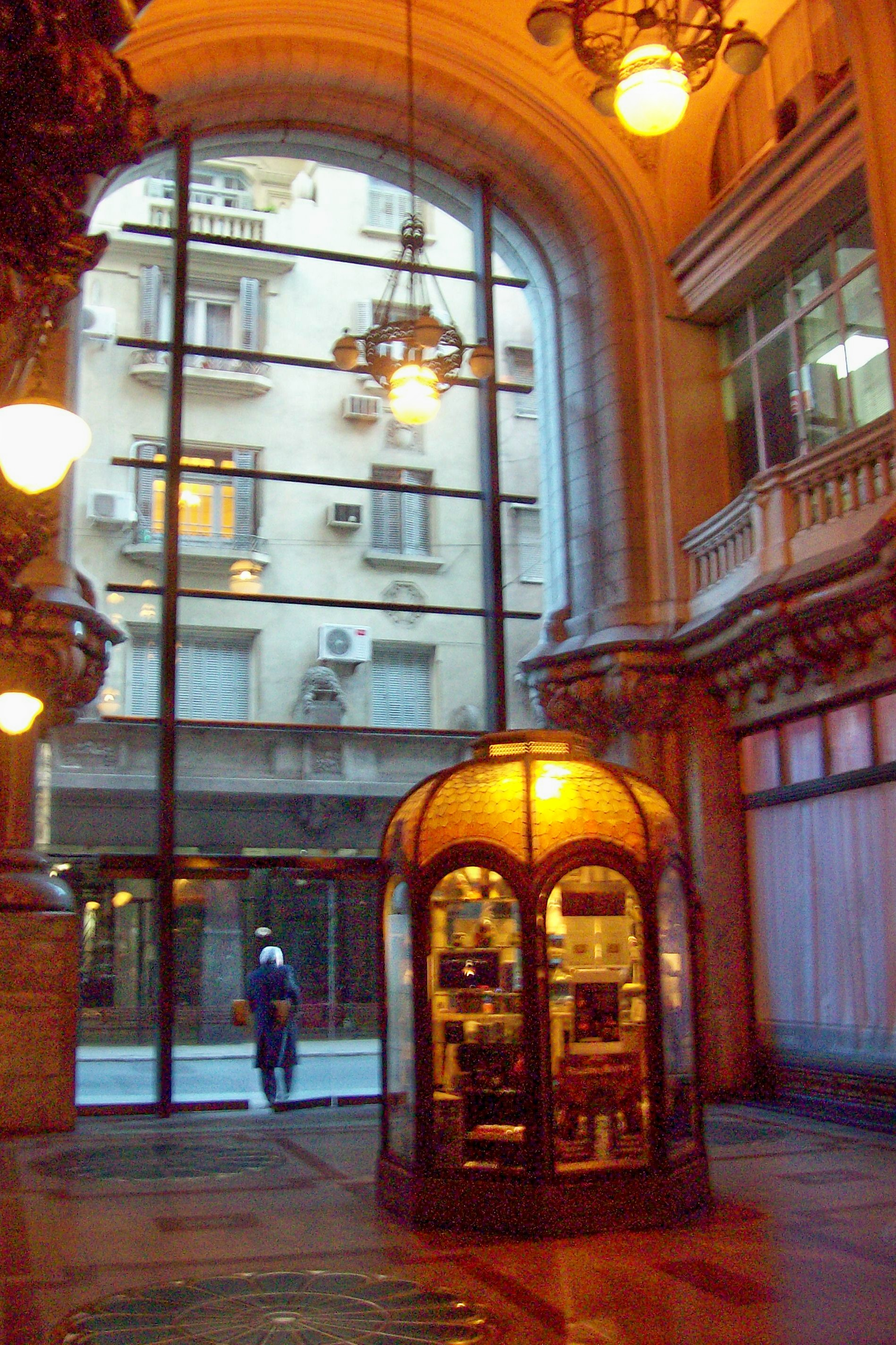
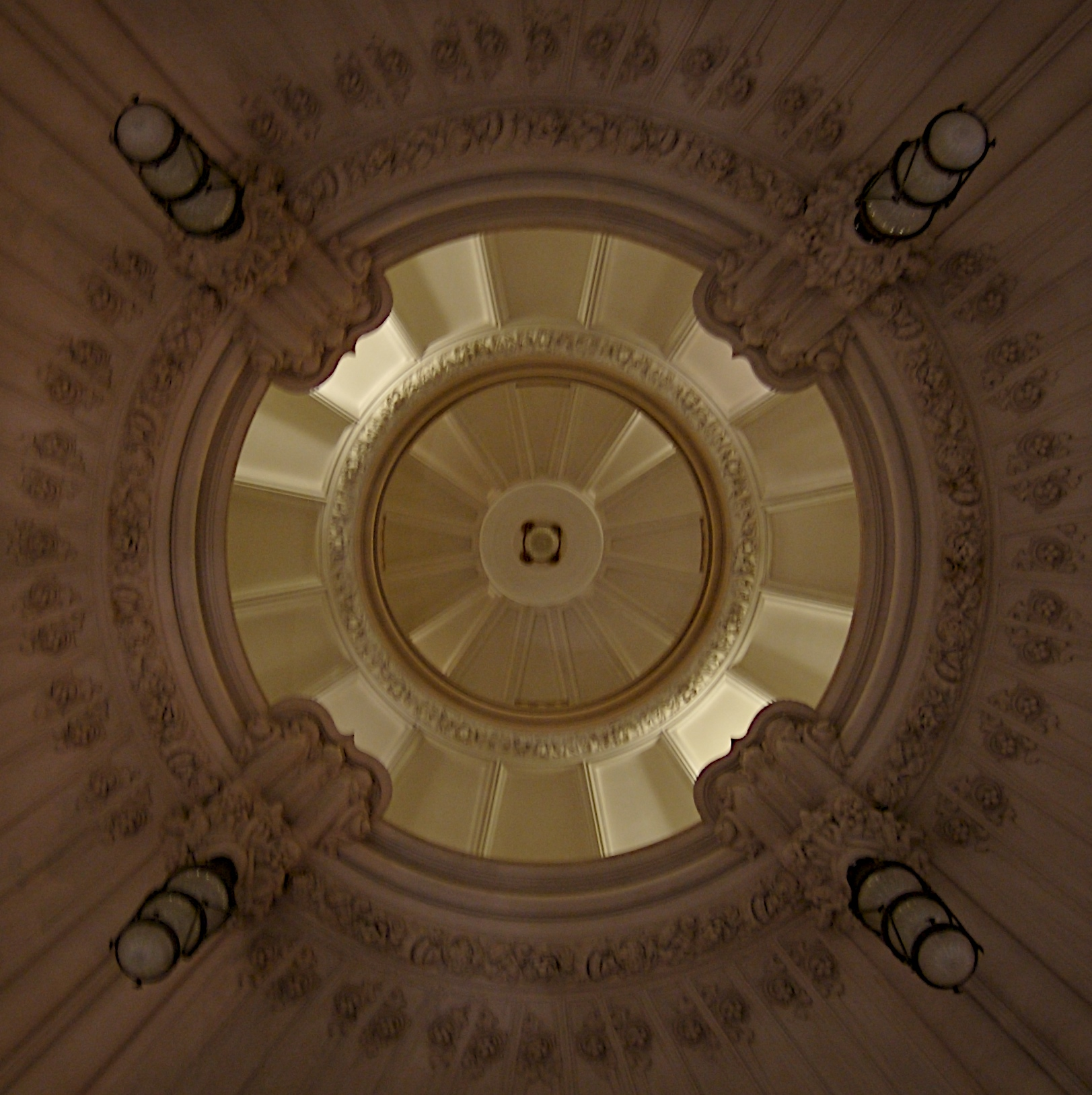
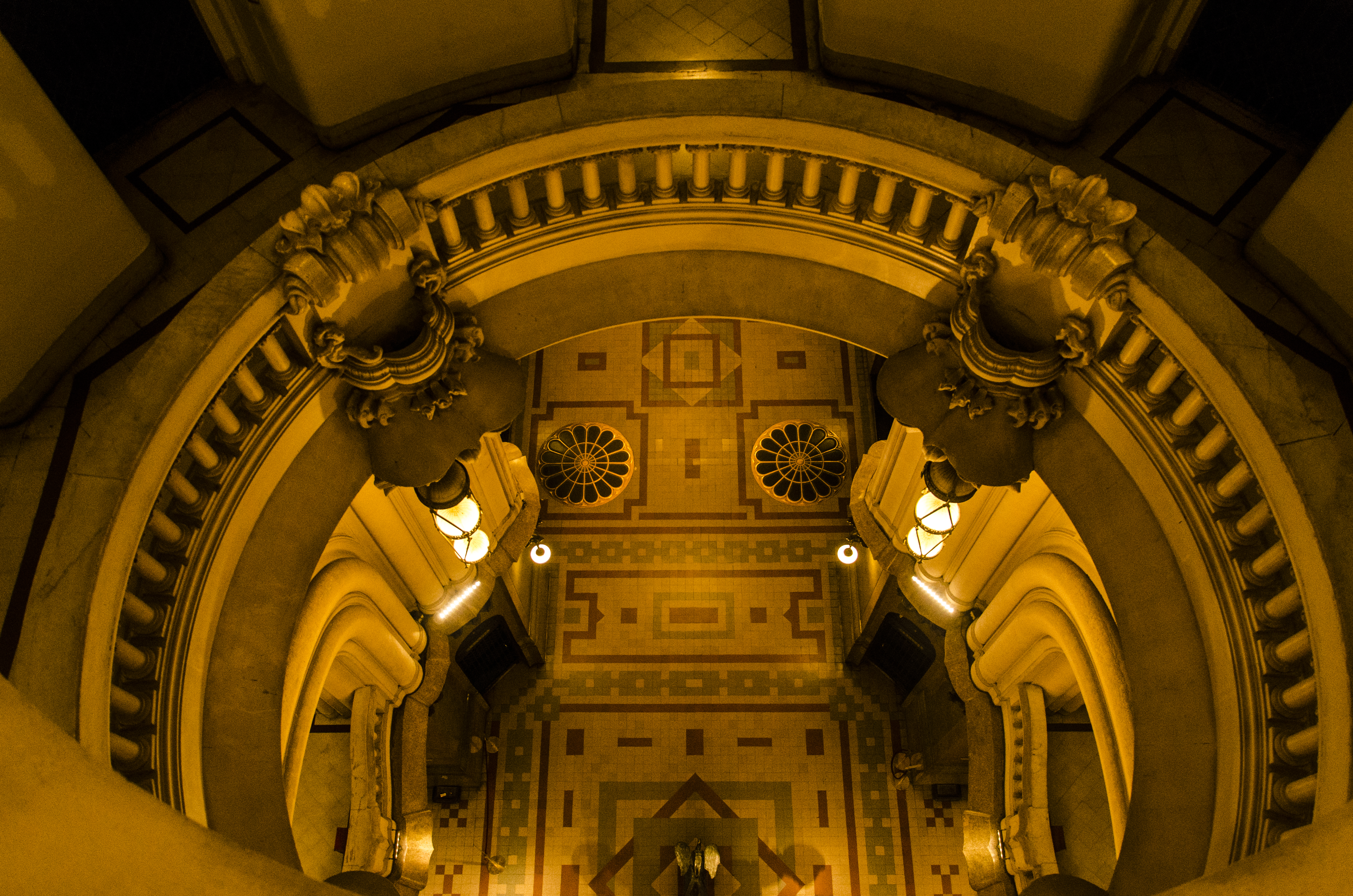
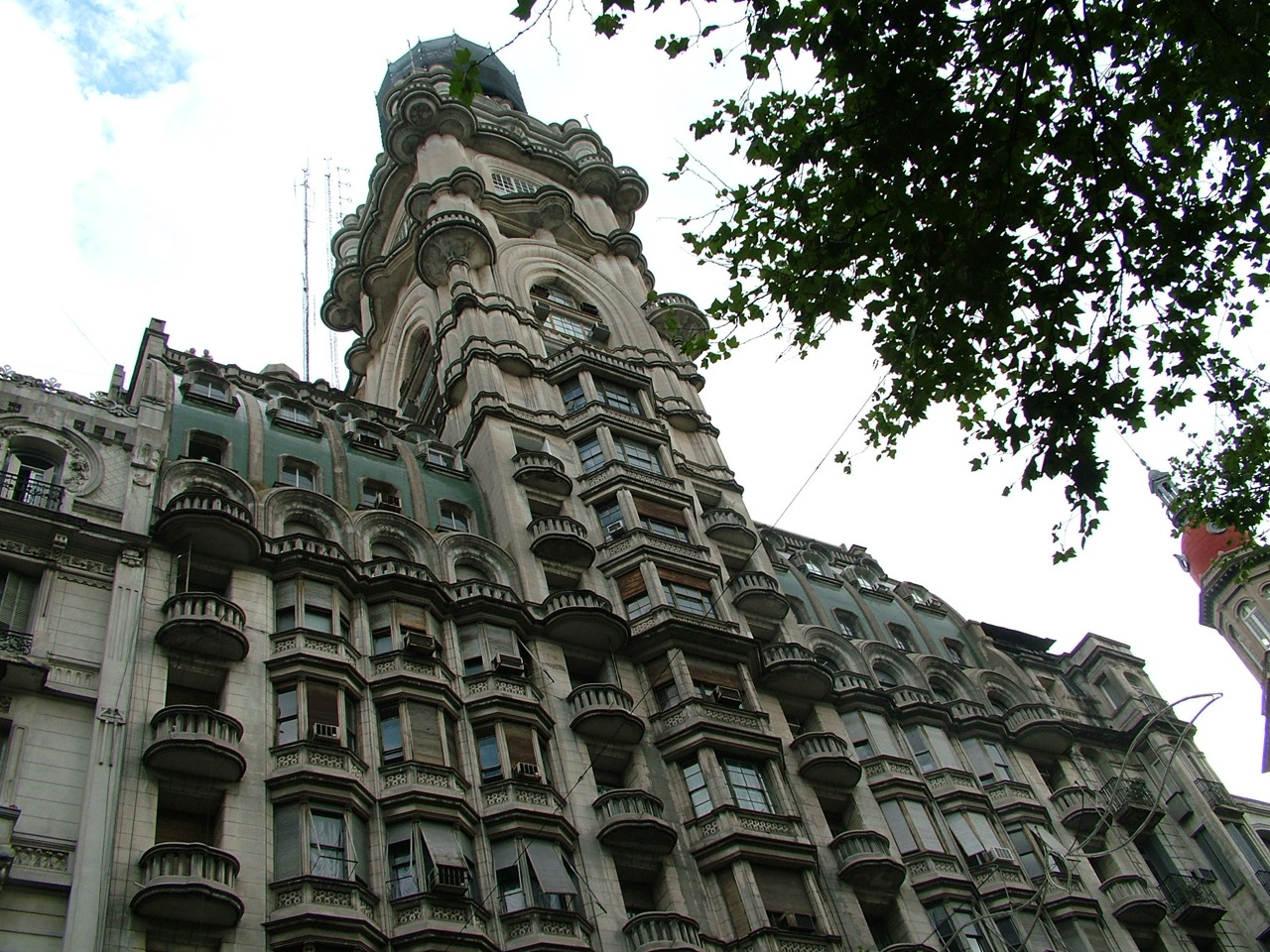
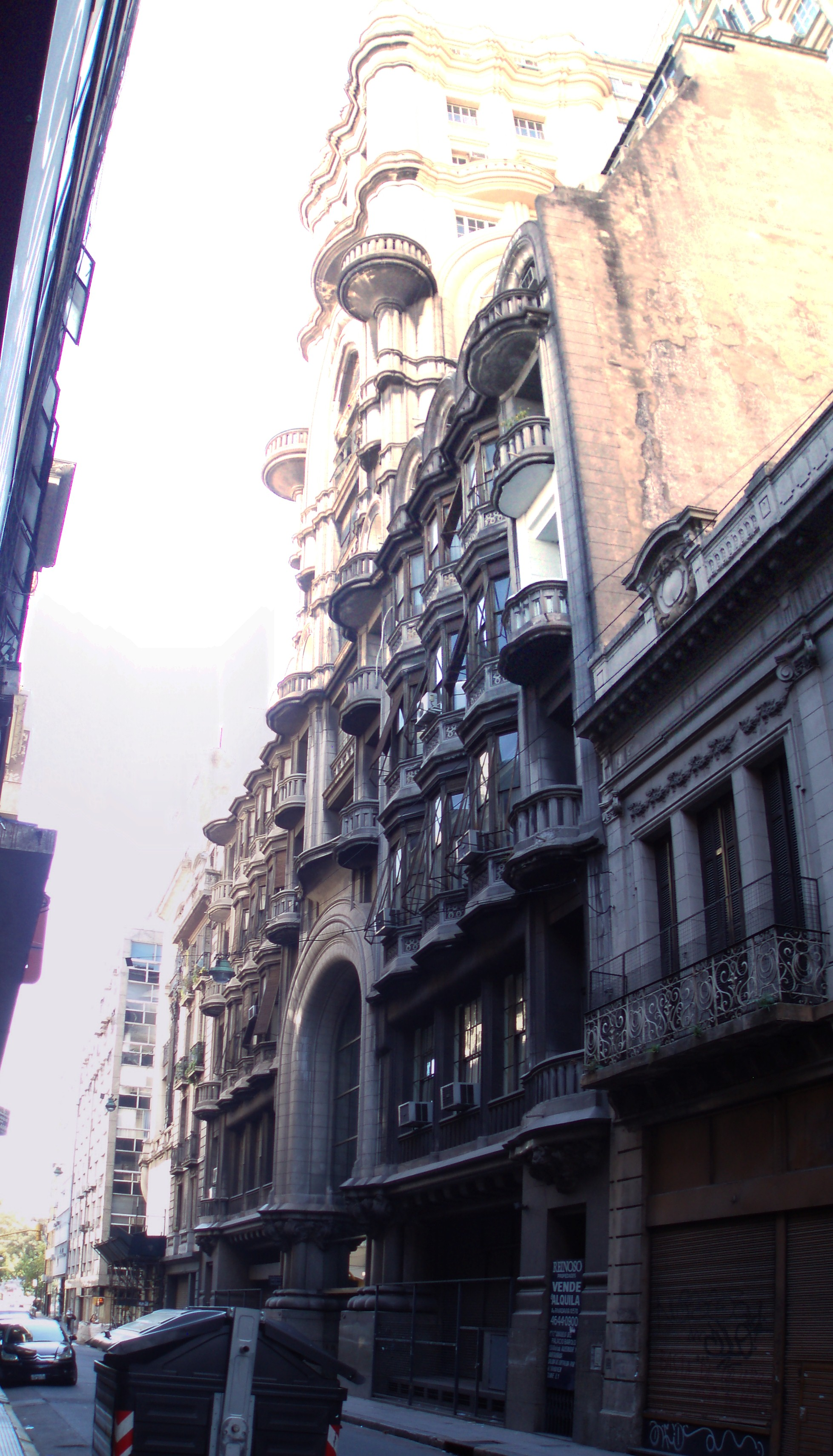

### صور تاريخية

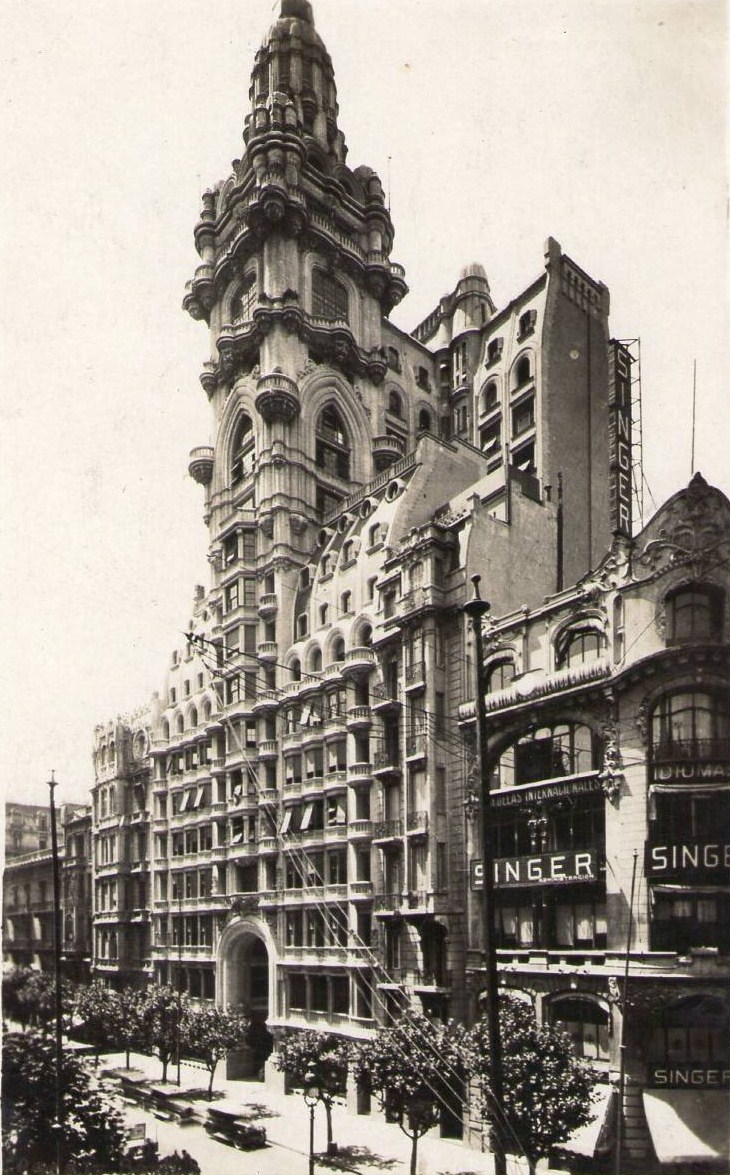
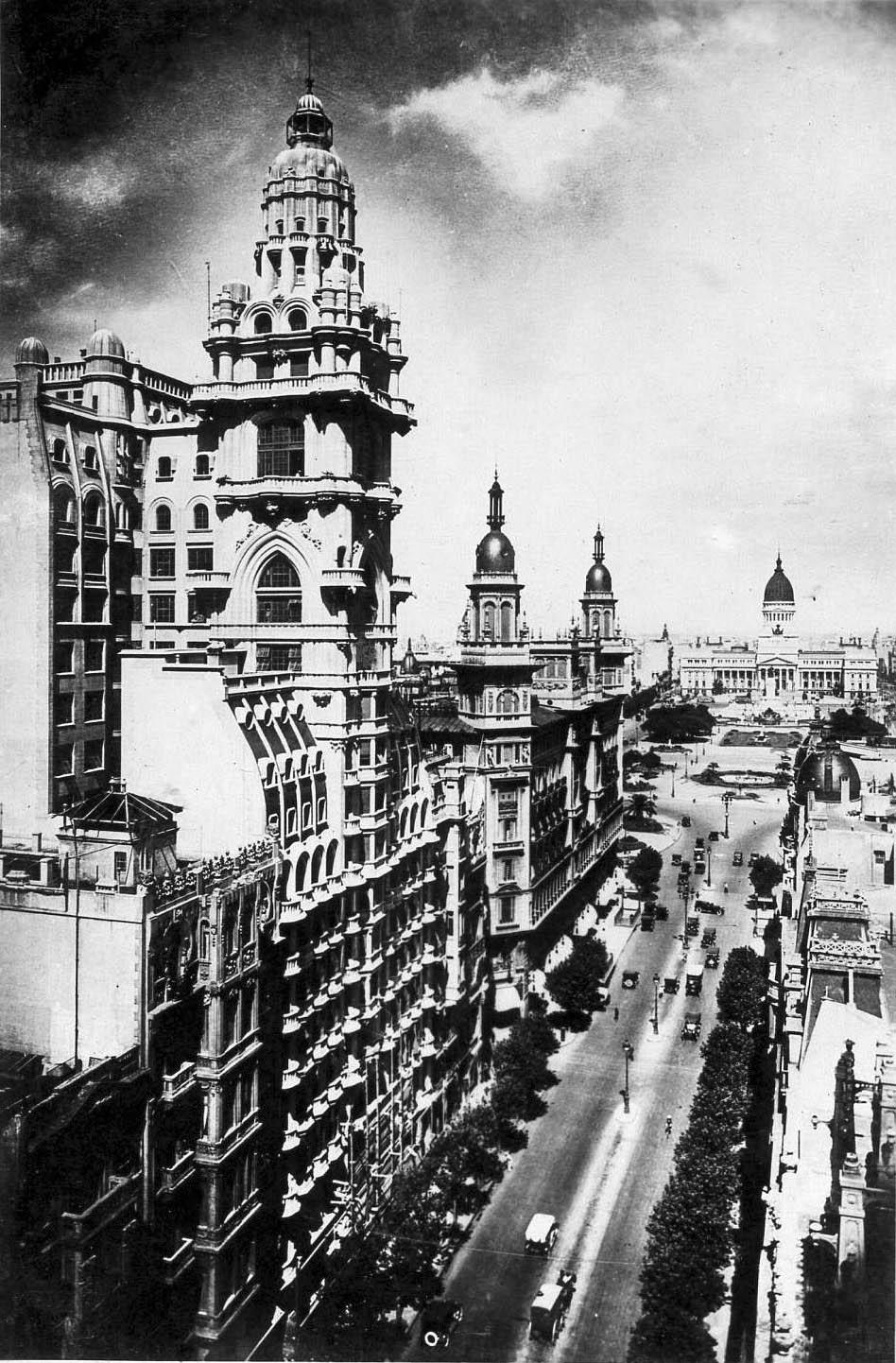
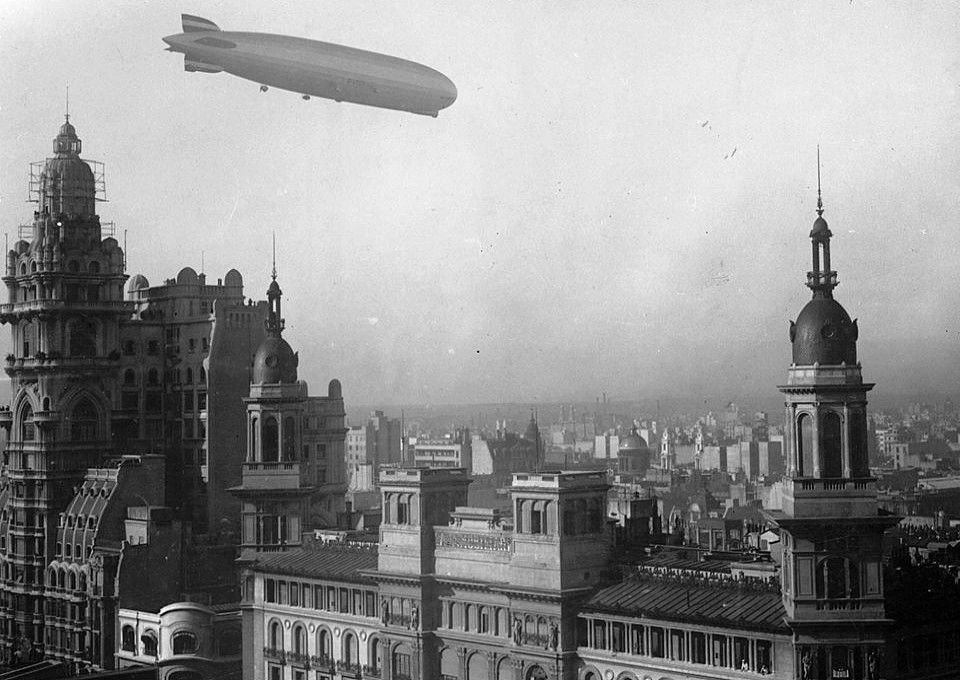
The أل زد 127 غراف زبلن flying over the building in 1934.
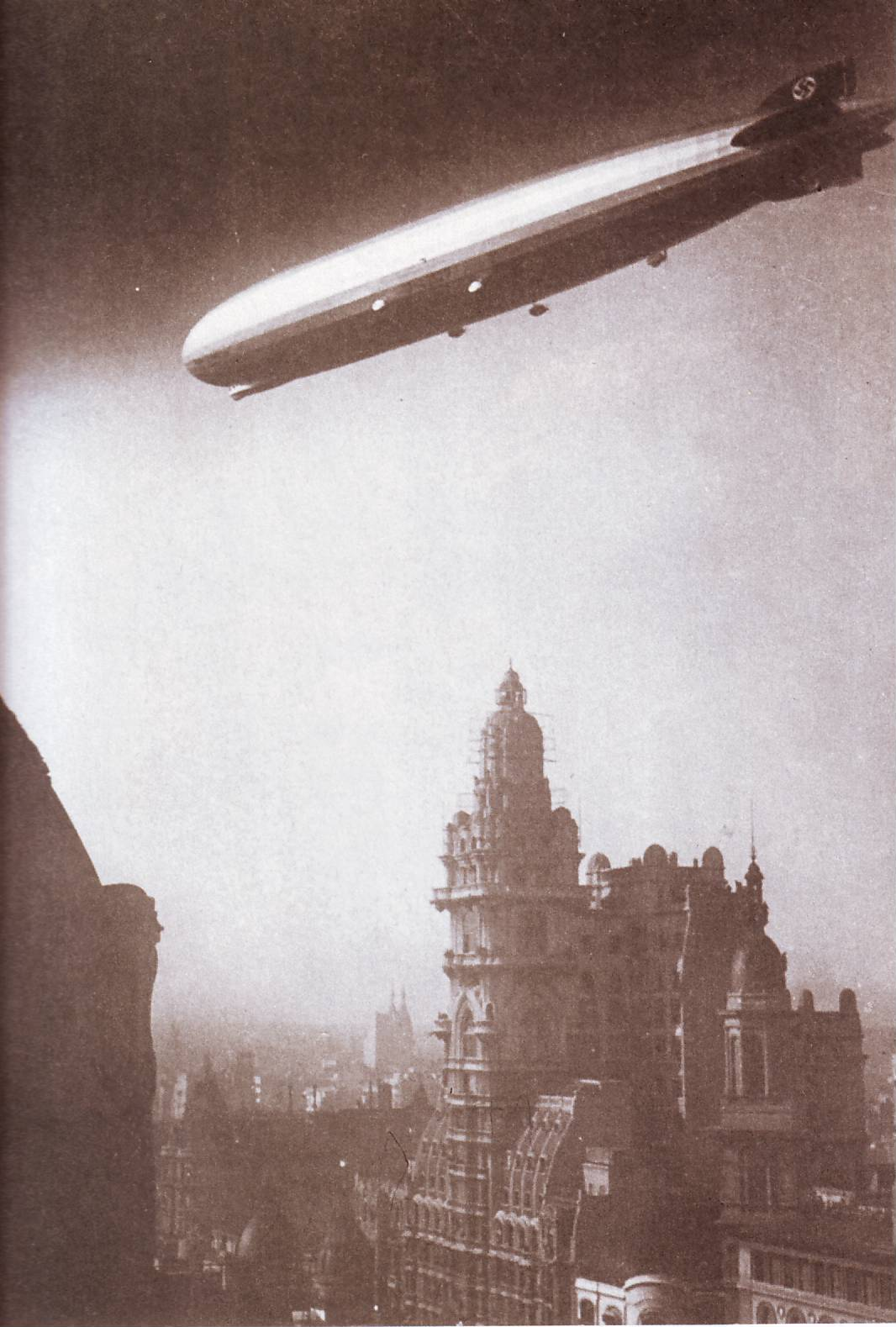
The أل زد 127 غراف زبلن flying over the building in 1934.

## وصلات خارجية
- الموقع الرسمي لبالاسيو بارولو
- كاتالوج المعالم
- مقالة مصورة عن بالاسيو بارولو
- مجموعة صور عن بالاسيو بارولو
- معالم العباقرة اللاتينيون